# Lützellinden
Lützellinden ist der südlichste Stadtteil der mittelhessischen Universitätsstadt Gießen und hat rund 2400 Einwohner. Die Gemarkung umfasst ein Gebiet von 890,8 ha und stellt damit 12,3 % des Gießener Stadtgebietes dar. Geografisch zählt der Ort zum Hüttenberger Land.

## Geschichte

### Ortsgeschichte
Lützellinden wurde vermutlich um 800 gegründet und war viele Jahrhunderte lang eine reiche Bauerngemeinde. Noch immer gibt es dort einige landwirtschaftliche Betriebe.
Die älteste bekannte schriftliche Erwähnung von Lützellinden erfolgte unter den Namen in uilla Linden und in Lindere marca im Jahr 790 in Lorscher Codex.
1333 fiel die Westhälfte der ehemaligen Grafschaft Gleiberg mit Lützellinden an die Grafen von Nassau-Weilburg. Aufgrund eines Gebietstausches nach dem Wiener Kongress kam der Ort 1816 vom Herzogtum Nassau zu Preußen.
Geschichtlich war Lützellinden immer in Richtung Wetzlar orientiert. Politisch zählt der Ort erst seit 1979 – nach Auflösung der Stadt Lahn – zu Gießen. Zuvor gehörte Lützellinden zum damaligen Landkreis Wetzlar. Die geschichtliche Verbundenheit mit Wetzlar ist auch heute noch sichtbar. Sie manifestiert sich unter anderem in der Zugehörigkeit Lützellindens zur Evangelischen Kirche im Rheinland und zum Bistum Limburg, während alle anderen Teile Gießens zur Evangelischen Kirche in Hessen und Nassau bzw. dem Bistum Mainz gehören.
Weitere Besonderheiten Lützellindens: Es existieren noch viele, im Zustand allerdings unterschiedlich erhaltene, für die Dörfer des Hüttenbergs typische alte Fachwerk-Hofreiten mit hohen Hoftoren aus dem 18. und 19. Jahrhundert. Eines der ältesten Hoftore befindet sich in der Lindenstraße 19; es ist mit AD 1699 bezeichnet. Der Stolz alter Häuser und die Handwerkskunst der alten Werkmeister ist aber nicht nur an den Vorderseiten des Eichenfachwerks, wie z. B. des Adam-und-Eva-Hauses in der Straße An der Schule sichtbar, sondern setzt sich bis in die Hofseiten der Fachwerkreiten fort. Bis vor einigen Jahren gab es noch eine Anzahl ausschließlich Tracht-tragender Frauen. Auch wird noch heute „Platt“ (Hüttenberger Dialekt) gesprochen. Zeitweise wird im Backhaus noch mit Holz geheizt, um das herkömmliche Roggenbrot zu backen.
Hessische Gebietsreform (1970–1977)
Am 1. Januar 1977 wurde die bis dahin eigenständige Gemeinde im Zuge der hessischen Gebietsreform ein Teil des Stadtbezirks Dutenhofen der neugegründeten Stadt Lahn. Bei deren Auflösung am 1. August 1979 wurde Lützellinden dann der Stadt Gießen als Stadtteil zugeordnet. Für die Stadtteile Gießen-Allendorf, Gießen-Kleinlinden, Gießen-Lützellinden, Gießen-Rödgen und Gießen-Wieseck wurden Ortsbezirke mit Ortsbeirat und Ortsvorsteher nach der Hessischen Gemeindeordnung gebildet.

### Verwaltungsgeschichte im Überblick
Die folgende Liste zeigt die Staaten und Verwaltungseinheiten, denen Lützellinden angehört(e):
- 810: Frankenreich, Lahngau
- ab 14. Jahrhundert: Heiliges Römisches Reich, Amt Hüttenberg (Kondominium: Grafschaft Nassau und Landgrafschaft Hessen)
- ab 1567: Heiliges Römisches Reich, Amt Hüttenberg (Kondominium: Grafschaft Nassau und Landgrafschaft Hessen-Marburg)[8]
- 1604–1648: hessischer Anteil strittig zwischen Landgrafschaft Hessen-Darmstadt und Landgrafschaft Hessen-Kassel (Hessenkrieg)
- ab 1604: Heiliges Römisches Reich, Amt Hüttenberg (Kondominium: Grafschaft Nassau und Landgrafschaft Hessen-Darmstadt)
- ab 1703: Heiliges Römisches Reich, Grafschaft Nassau-Weilburg, Oberamt Atzbach, Amt Hütten- und Stoppelberg[9][10]
- ab 1806: Herzogtum Nassau, Amt Usingen, ab 1810 Amt Atzbach
- ab 1816: Königreich Preußen,[Anm. 2] Provinz Großherzogtum Niederrhein, Regierungsbezirk Koblenz, Kreis Wetzlar[Anm. 3]
- ab 1822: Königreich Preußen, Rheinprovinz, Regierungsbezirk Koblenz, Kreis Wetzlar[Anm. 4]
- ab 1871: Deutsches Reich, Königreich Preußen, Rheinprovinz, Regierungsbezirk Koblenz, Kreis Wetzlar
- ab 1918: Deutsches Reich, Freistaat Preußen, Rheinprovinz, Regierungsbezirk Koblenz, Kreis Wetzlar
- ab 1932: Deutsches Reich, Freistaat Preußen, Provinz Hessen-Nassau, Regierungsbezirk Wiesbaden, Kreis Wetzlar
- ab 1944: Deutsches Reich, Freistaat Preußen, Provinz Nassau, Landkreis Wetzlar
- ab 1945: Deutsches Reich, Amerikanische Besatzungszone, Groß-Hessen, Regierungsbezirk Wiesbaden, Landkreis Wetzlar
- ab 1946: Deutsches Reich, Amerikanische Besatzungszone, Hessen, Regierungsbezirk Wiesbaden, Landkreis Wetzlar
- ab 1949: Bundesrepublik Deutschland, Hessen, Regierungsbezirk Wiesbaden, Landkreis Wetzlar
- ab 1968: Bundesrepublik Deutschland, Hessen, Regierungsbezirk Darmstadt, Landkreis Wetzlar
- ab 1977: Bundesrepublik Deutschland, Hessen, Regierungsbezirk Darmstadt, Stadt Lahn
- ab 1979: Bundesrepublik Deutschland, Land Hessen, Regierungsbezirk Darmstadt, Landkreis Gießen, Stadt Gießen
- ab 1981: Bundesrepublik Deutschland, Land Hessen, Regierungsbezirk Gießen, Landkreis Gießen, Stadt Gießen

## Bevölkerung

### Einwohnerstruktur 2011 (Ortsteil)
Nach den Erhebungen des Zensus 2011 lebten am Stichtag dem 9. Mai 2011 in Lützellinden 2349 Einwohner. Darunter waren 114 (4,9 %) Ausländer.
Nach dem Lebensalter waren 414 Einwohner unter 18 Jahren, 1068 zwischen 18 und 49, 465 zwischen 50 und 64 und 405 Einwohner waren älter.
Die Einwohner lebten in 1026 Haushalten. Davon waren 321 Singlehaushalte, 270 Paare ohne Kinder und 309 Paare mit Kindern, sowie 84 Alleinerziehende und 42 Wohngemeinschaften. In 177 Haushalten lebten ausschließlich Senioren und in 732 Haushaltungen lebten keine Senioren.

### Einwohnerentwicklung
| Lützellinden: Einwohnerzahlen von 1834 bis 2019 | Lützellinden: Einwohnerzahlen von 1834 bis 2019 | Lützellinden: Einwohnerzahlen von 1834 bis 2019 | Lützellinden: Einwohnerzahlen von 1834 bis 2019 | Lützellinden: Einwohnerzahlen von 1834 bis 2019 |
| --- | ----------------------------------------------- | ----------------------------------------------- | ----------------------------------------------- | ----------------------------------------------- |
| Jahr |                                                 |                                                 |                                                 | Einwohner                                       |
| 1834 | 1834                                            |                                                 | 621                                             | 621                                             |
| 1840 | 1840                                            |                                                 | 622                                             | 622                                             |
| 1846 | 1846                                            |                                                 | 641                                             | 641                                             |
| 1852 | 1852                                            |                                                 | 685                                             | 685                                             |
| 1858 | 1858                                            |                                                 | 714                                             | 714                                             |
| 1864 | 1864                                            |                                                 | 759                                             | 759                                             |
| 1871 | 1871                                            |                                                 | 791                                             | 791                                             |
| 1875 | 1875                                            |                                                 | 810                                             | 810                                             |
| 1885 | 1885                                            |                                                 | 843                                             | 843                                             |
| 1895 | 1895                                            |                                                 | 951                                             | 951                                             |
| 1905 | 1905                                            |                                                 | 1.049                                           | 1.049                                           |
| 1910 | 1910                                            |                                                 | 1.095                                           | 1.095                                           |
| 1925 | 1925                                            |                                                 | 1.178                                           | 1.178                                           |
| 1939 | 1939                                            |                                                 | 1.243                                           | 1.243                                           |
| 1946 | 1946                                            |                                                 | 1.814                                           | 1.814                                           |
| 1950 | 1950                                            |                                                 | 1.800                                           | 1.800                                           |
| 1956 | 1956                                            |                                                 | 1.533                                           | 1.533                                           |
| 1961 | 1961                                            |                                                 | 1.492                                           | 1.492                                           |
| 1967 | 1967                                            |                                                 | 1.619                                           | 1.619                                           |
| 1970 | 1970                                            |                                                 | 1.684                                           | 1.684                                           |
| 1980 | 1980                                            |                                                 | ?                                               | ?                                               |
| 1990 | 1990                                            |                                                 | ?                                               | ?                                               |
| 2002 | 2002                                            |                                                 | 2.468                                           | 2.468                                           |
| 2006 | 2006                                            |                                                 | 2.425                                           | 2.425                                           |
| 2009 | 2009                                            |                                                 | 2.388                                           | 2.388                                           |
| 2011 | 2011                                            |                                                 | 2.349                                           | 2.349                                           |
| 2014 | 2014                                            |                                                 | 2.383                                           | 2.383                                           |
| 2017 | 2017                                            |                                                 | 2.422                                           | 2.422                                           |
| 2019 | 2019                                            |                                                 | 2.439                                           | 2.439                                           |
| Datenquelle: Historisches Gemeindeverzeichnis für Hessen: Die Bevölkerung der Gemeinden 1834 bis 1967. Wiesbaden: Hessisches Statistisches Landesamt, 1968. Weitere Quellen: ; Stadt Gießen; Zensus 2011 |                                                 |                                                 |                                                 |                                                 |

### Historische Religionszugehörigkeit
| • 1834: | 619 evangelische, 2 jüdische Einwohner                               |
| • 1961: | 1323 evangelische (= 88,67 %), 162 katholische (= 10,86 %) Einwohner |

## Politik

### Ortsbeirat
Für Lützellinden besteht ein Ortsbezirk (Gebiete der ehemaligen Gemeinde Allendorf) mit Ortsbeirat und Ortsvorsteher nach der Hessischen Gemeindeordnung.
Der Ortsbeirat besteht aus neun Mitgliedern.
Bei der Wahl zum Ortsbeirat ergab sich für die Wahlperiode 2016–2021 folgende Sitzverteilung:
| Ortsbeirat – Kommunalwahlen 2021 | Ortsbeirat – Kommunalwahlen 2021                                      |
| --- | --------------------------------------------------------------------- |
| Stimmverteilung in %Wahlbeteiligung: 56,48 % 50403020100 29,5 (−11,0)29,2 (+4,5)19,6 (n. k.)17,5 (−12,7)4,2 (n. k.) BfLaCDUGrüneSPDFDP20162020Anmerkungen:a Bürger für Lützellinden | SitzverteilungInsgesamt 9 Sitze - SPD: 1 - Grüne: 2 - BfL: 3 - CDU: 3 |

### Ortsvorsteher
Ortsvorsteher ist Markus Sames (CDU).

## Kultur und Sehenswürdigkeiten
Zu den Denkmälern des Stadtteils siehe Liste der Kulturdenkmäler in Lützellinden.

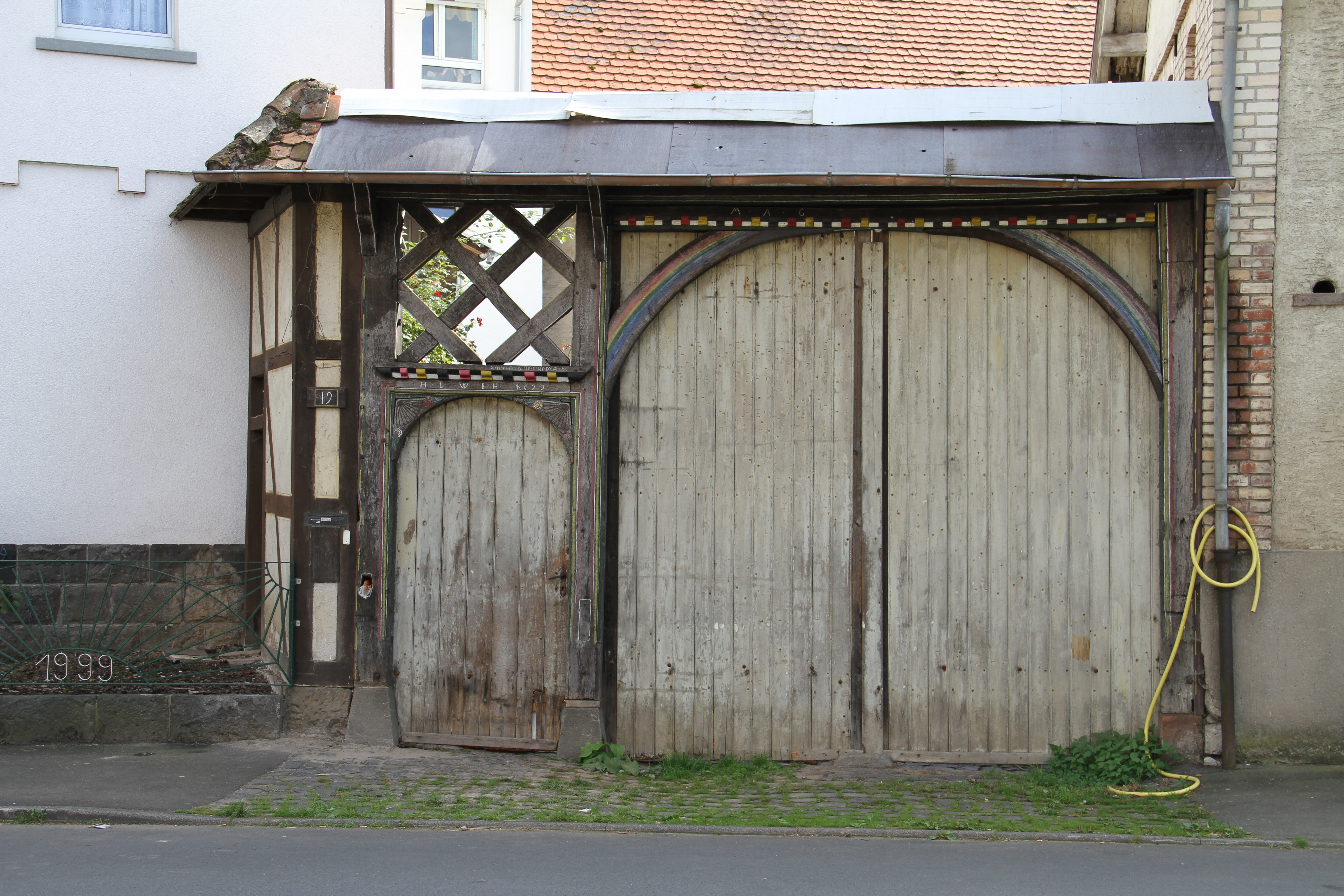
Hoftor Lindenstraße 19
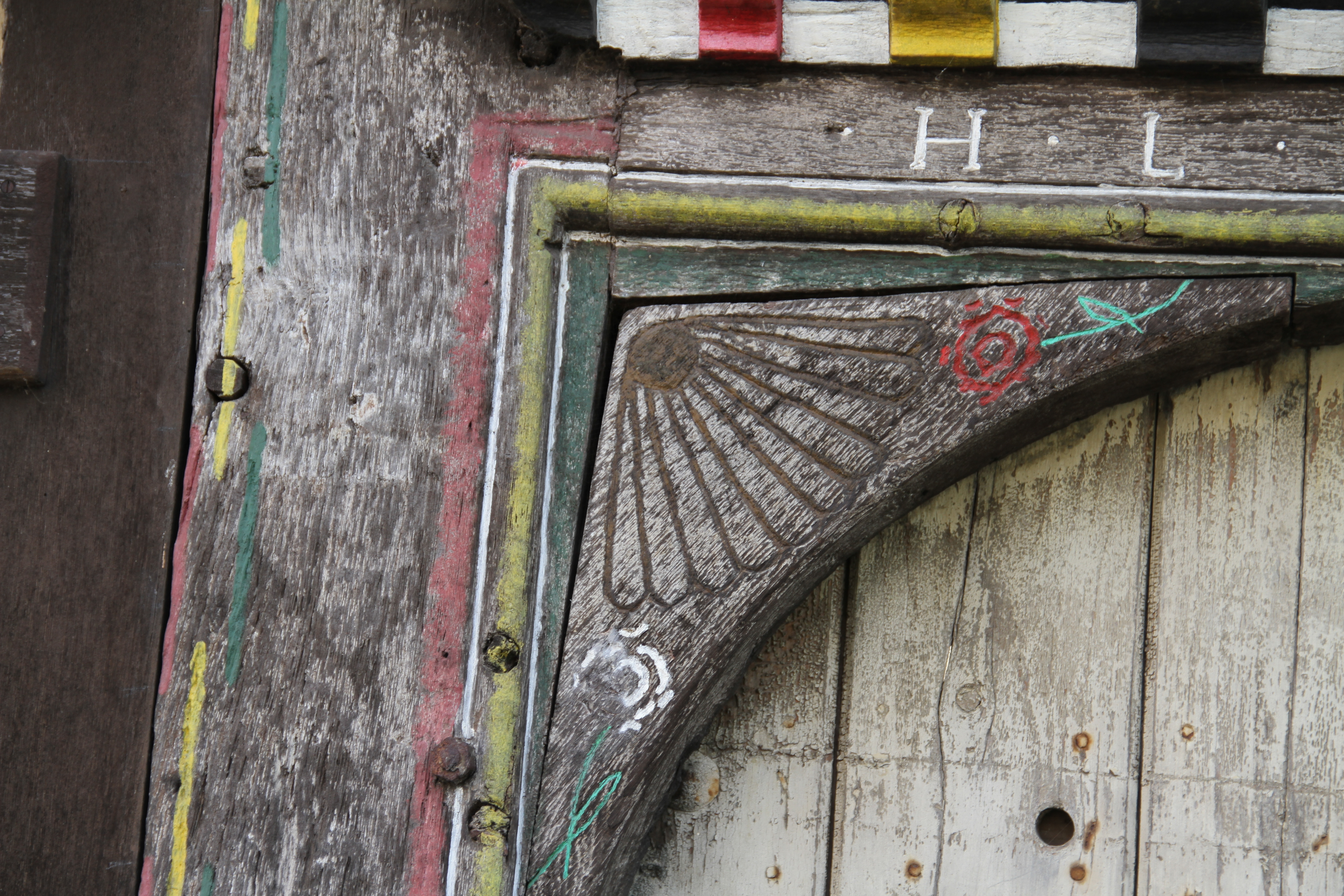
Verzierungen am Hoftor Lindenstraße 19
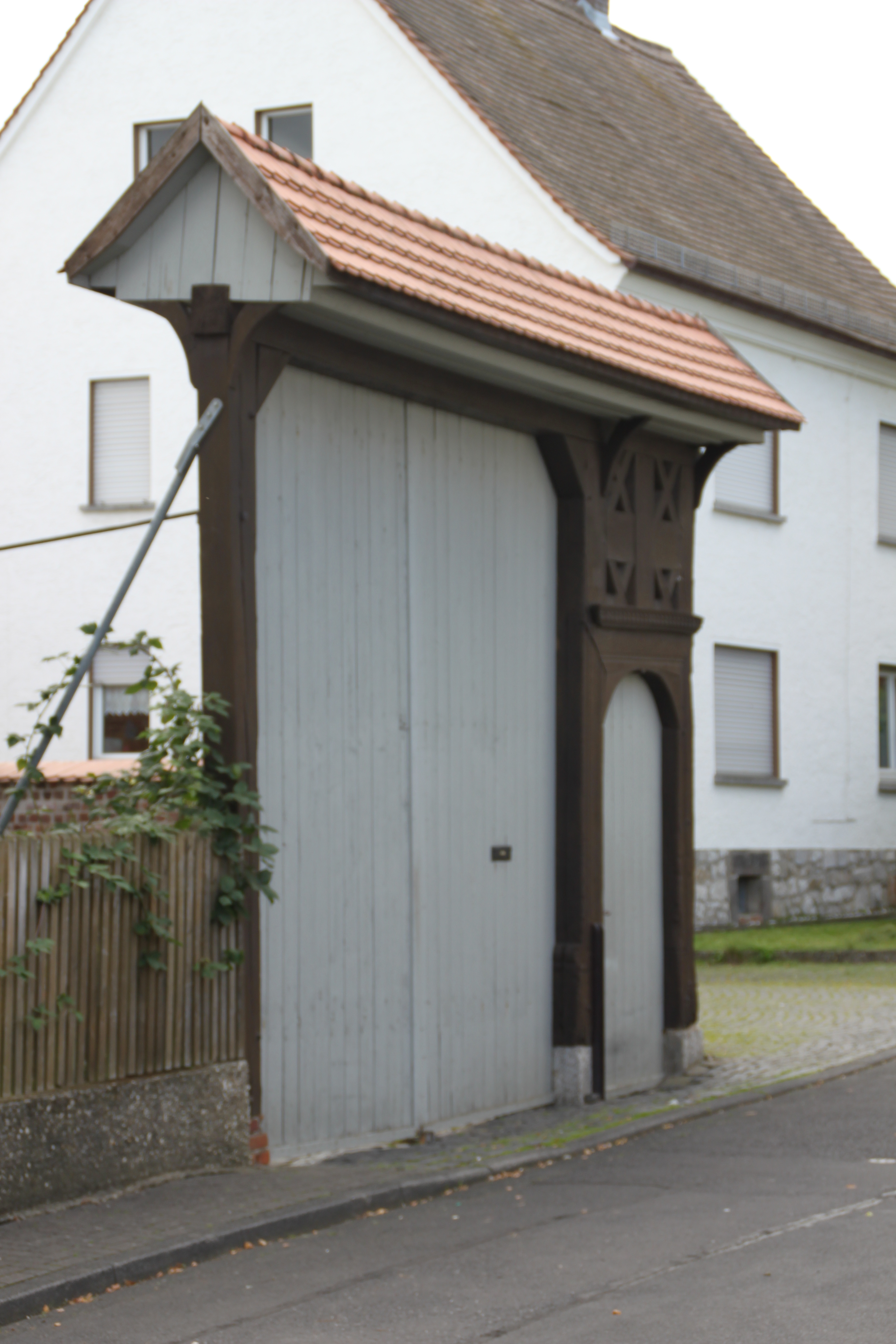
Freistehendes Hoftor im Kirchweg 14
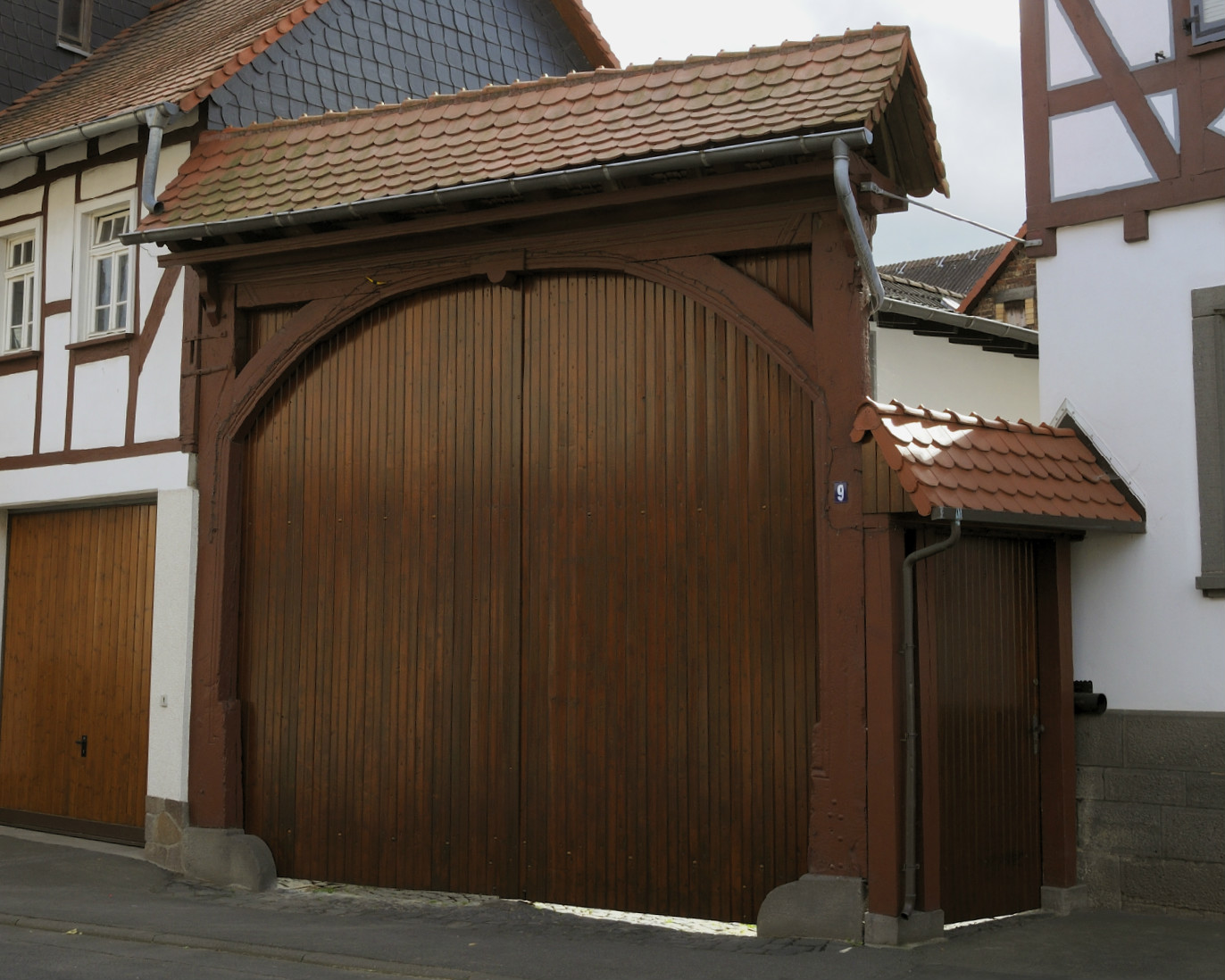
Erneuertes Hoftor Haus Lindenstraße 9

### Museen

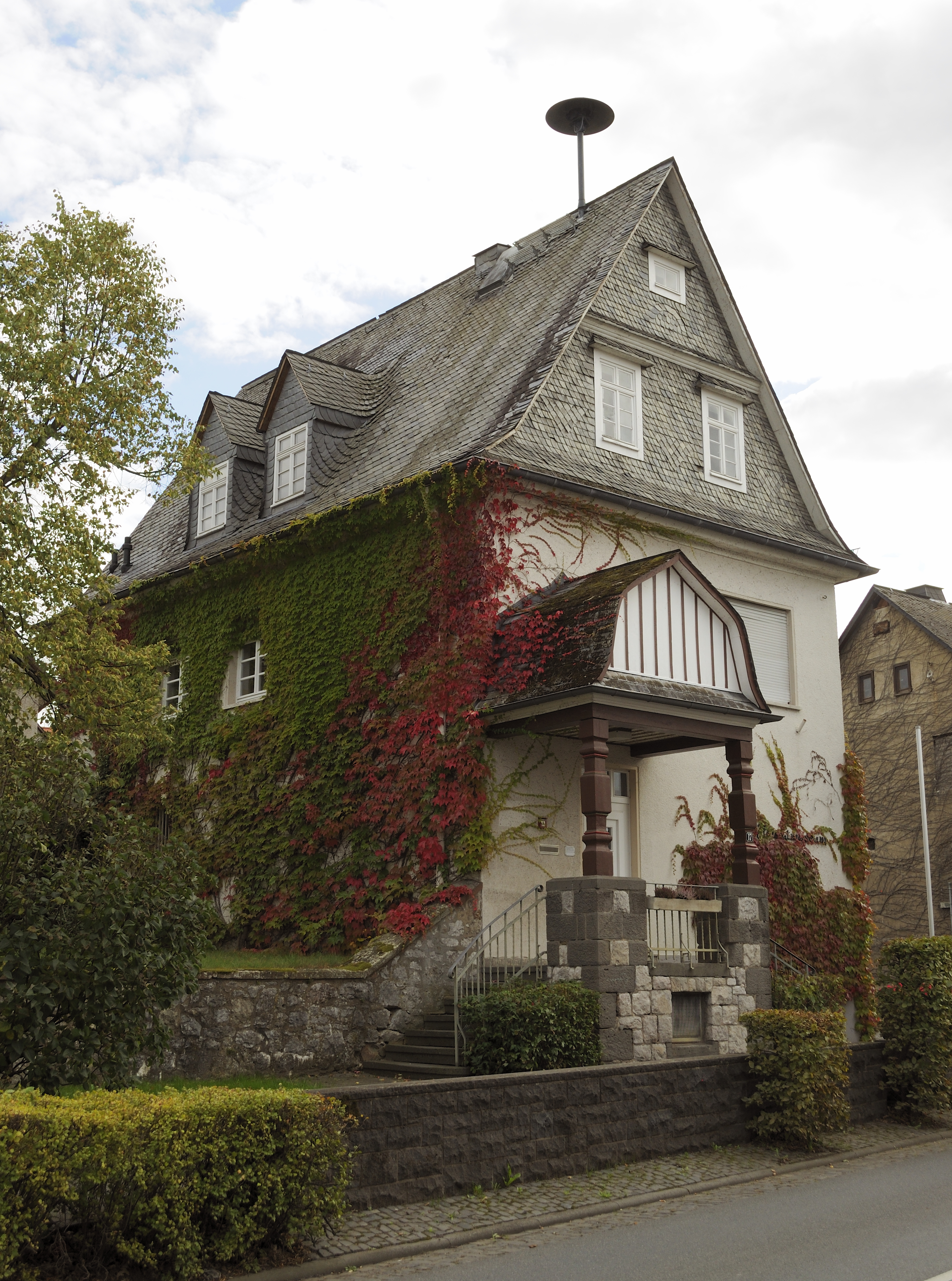
Ehemaliges Rathaus, heute Heimatmuseum und Verwaltungsaußenstelle

- Heimatmuseum im ehem. Rathaus (heute Verwaltungsaußenstelle), Öffnungszeiten: jeden zweiten Sonntag im Monat, mit laufenden Sonderausstellungen. Im Heimatmuseum werden Dinge des täglichen Lebens und Arbeitens im Dorf gezeigt. Ein großer Teilbereich der Ausstellung widmet sich der Hüttenberger Tracht. Das Museum wurde im Jahre 1997 gegründet.[18]

### Vereine und Gruppen
- AERO-CLUB Lützellinden (Motorflug)
- BS Fidelio e. V. (Burschenschaft)
- Lützellindener Carnevalsverein 1962 e. V.
- CVJM Lützellinden e. V. (Christlicher Verein Junger Menschen)
- Heimatverein Lützellinden (Aktivitäten und Heimatmuseum im Rathaus)
- Der Landfrauenverein (Landfrauen Hüttenberg-Lützellinden)
- Lüli RedEars (Ski Club)
- SV Lützellinden 1969 e. V. (Schützenverein)
- TSV 2006 e. V. (Turn- und Sportverein)
- Freiwillige Feuerwehr Gießen-Lützellinden
- Verein für Kindererziehung e. V.

### Sport
Überregional bekannt wurde das Dorf durch die Erfolge der Frauenhandball-Mannschaft des TV Lützellinden, die sieben Mal Deutscher Meister sowie 1991 Europapokalsieger wurde. Aufgrund wirtschaftlicher Probleme wurde die Mannschaft 2004 jedoch vom Bundesliga-Spielbetrieb ausgeschlossen. Nachdem dem Meister der Regionalliga Süd-West 2004/2005 aus wirtschaftlichen Gründen die Lizenz für die 2. Bundesliga in der Saison 2005/2006 verweigert wurde, löste der Verein die ehemals so erfolgreiche 1. Frauenmannschaft auf.
Erfolgstrainer Jürgen Gerlach konnte in der Saison 2005/2006 mit der weiblichen A-Jugend die vorläufig letzte Deutsche Meisterschaft für den Verein erringen. Doch im Oktober 2006 wurde der Verein von der Mehrheit seiner Mitglieder auf der Jahreshauptversammlung aufgelöst. Im Anschluss an die Auflösung wurde der TSV 2006 Lützellinden gegründet.

### Besondere Ereignisse
Am 28. September 1980 war der Flugplatz Gießen-Lützellinden Ausgangspunkt für ein bislang weltweit einmaliges Ereignis. Jaromir Wagner, damals 41 Jahre alt, flog auf der Tragfläche eines zweimotorigen Flugzeuges (Britten-Norman BN-2 Islander) stehend nach New York (USA). Diese Leistung führte zu einem Eintrag ins Guinnessbuch der Rekorde. Die reine Flugzeit betrug 46 Stunden mit Landungen in Island, Grönland und Kanada; der Flug führte über die legendäre Nordatlantikroute, teils bei Temperaturen bis −40 °C. Der Pilot Holger Groth und sein Copilot Alwin Lang führten den spektakulären Flug als Sichtflug ohne Autopilot und das heutige GPS-System durch. Abschließend erfolgte ein Rundflug um Manhattan und die Freiheitsstatue. Der Rekord ist bis heute noch nicht überboten worden.

## Infrastruktur
Der Stadtteil ist über die Stadtbuslinie 1 mit der Kernstadt verbunden. Im Ort gibt es fünf Haltestellen.
Lützellinden ist zudem direkt via Anschlussstelle Gießen-Lützellinden der Bundesautobahn 45 (Aschaffenburg-Dortmund) erreichbar, die am südlichen Gemarkungsrand verläuft.
Es existiert als Sonderlandeplatz der Flugplatz Gießen-Lützellinden (ICAO-Code EDFL), der für Motorsegler, Segelflugzeuge und Helikopter verschiedener Gewichtsklassen sowie das Fallschirmspringen zugelassen ist.
Lützellinden hat überdies auch ein Freibad, das im Sommerhalbjahr von den Stadtwerken Gießen betrieben wird. Neben einem 25 m Sportbecken ist auch ein Nichtschwimmer Becken und ein Becken für Kleinkinder vorhanden.

### Naherholung

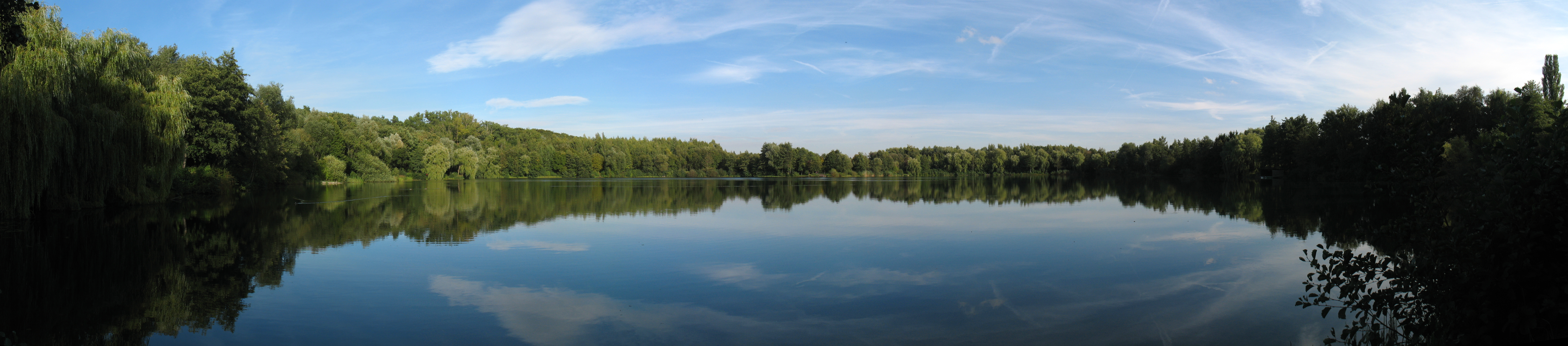
Grube Fernie

Von Lützellinden aus können per Radweg die Gießener Stadtteile Allendorf und Kleinlinden erreicht werden. Abseits der Hauptverkehrsstraßen lassen sich über betonierte Feldwege die Orte Wetzlar-Münchholzhausen, Wetzlar-Dutenhofen, Hüttenberg-Hochelheim und Linden-Großen-Linden erreichen. Um mit dem Fahrrad nach Hüttenberg-Rechtenbach zu gelangen, muss teilweise eine öffentliche Straße genutzt werden. Im oberen Feld kann man die drei alten Feldlinden und die 1968 gefasste Lindbachquelle die im Jahr 2020 wieder renaturiert wurde in der Nähe des Flugplatzes per Feldweg gut erreichen. Durch den an der Wetzlarer Gemarkung angrenzenden Lützellindener Wald gelangt man auf breitem Waldweg, vorbei an der Deck Aich, zum Aussichtstürmchen Stoppelberg (im Wetzlarer Wald gelegen). Im unteren Feld gelangt man an der ehemaligen Gemeinschaftsmühle Luhmühle vorbei Richtung Grube Fernie in der Gemarkung Linden und kann auf schmalem Weg einen idyllischen See umrunden.
Einrichtungen in angrenzenden Ortschaften: Freibäder in Gießen-Kleinlinden und Großen-Linden, Badesee in Wetzlar-Dutenhofen, Tennis- und Squashhalle in Großen-Linden.